# Andrzej Stapiński

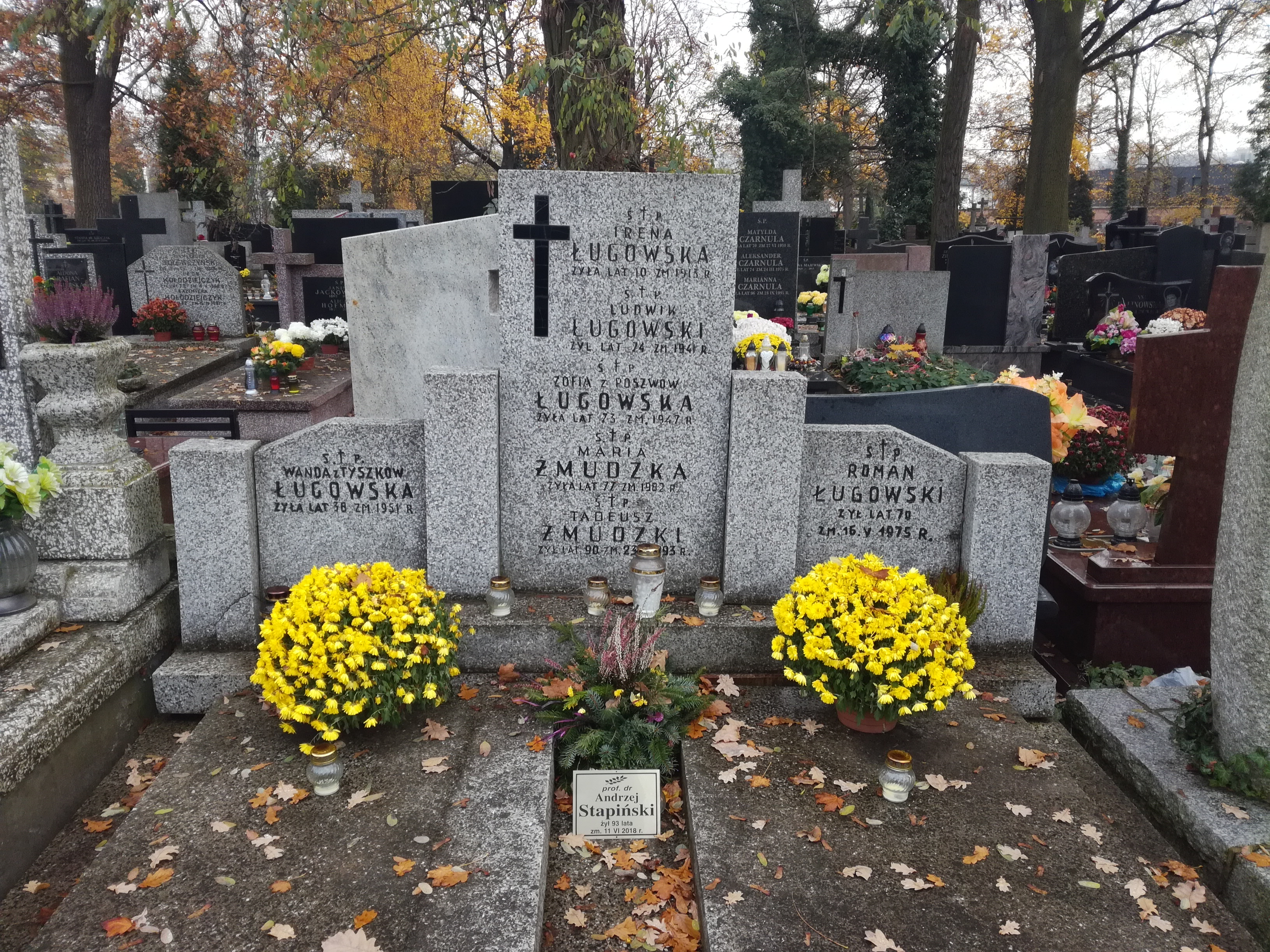
Grób profesora Andrzeja Stapińskiego na cmentarzu Bródnowskim

Andrzej Stapiński (ur. 22 listopada 1925 w Krakowie, zm. 11 czerwca 2018)  – polski dermatolog, prof. dr hab. nauk medycznych.

## Życiorys
Uzyskał stopień doktora habilitowanego, a 16 kwietnia 1993 nadano mu tytuł profesora w zakresie nauk medycznych. Został zatrudniony na stanowisku dyrektora w Instytucie Wenerologii na II Wydziale Lekarskim z Oddziałem Nauczania w Języku Angielskim oraz Oddziału Fizjoterapii Akademii Medycznej w Warszawie, a także pracował w Klinice Dermatologicznej Akademii Medycznej w Krakowie.
Pełnił funkcję prorektora i członka senatu w warszawskiej Akademii Medycznej, oraz był członkiem Prezydium Polskiego Towarzystwa Naukowego AIDS.
Pochowany na cmentarzu Bródzieńskim w Warszawie (kwatera 23F-6-15).

## Publikacje
- AIDS - zespół nabytego upośledzenia odporności[3]
- O tym trzeba wiedzieć : AIDS i inne choroby przenoszone drogą płciową[3]
- 1992: HIV i AIDS[3]
- 1994: AIDS i inne choroby przenoszone drogą płciową[3]